# 弗龍豪森巴赫河 (伍珀河支流)
51°9′19.17″N 7°20′27.45″E / 51.1553250°N 7.3409583°E
弗龍豪森巴赫河（德語：Frohnhauser Bach），是德國的河流，位於該國西部，流經北萊茵-威斯特法倫州，屬於伍珀河的右支流，河道全長1.5公里，流域面積0.98平方公里。